# Iñaki Ezkerra
Iñaki Ezkerra Greño (Bilbao, 9 de febrero de 1957) es un escritor, articulista y activista español, uno de los fundadores de la asociación el Foro de Ermua, opuesta a la banda terrorista ETA y al nacionalismo vasco. Su trayectoria literaria abarca desde la poesía a la novela, el relato breve, el ensayo o los artículos de opinión y de crítica literaria.
De cara a las Elecciones al Parlamento Europeo de 2024 apoya la candidatura del nuevo partido político Cree, de Edmundo Bal, del cual es uno de los fundadores.

## Biografía
Es licenciado en Ciencias de la Información por la Universidad Autónoma de Barcelona, y ha dirigido varios cursos de verano en la Universidad de Cantabria sobre literatura e ideario político, así como sobre Las Víctimas del Terrorismo y la Memoria Colectiva en la Universidad Internacional Menéndez Pelayo. Ha compaginado su actividad en la prensa como articulista de ABC y El Correo con la participación en programas de debate radiofónico y televisivo (Protagonistas de Luis del Olmo; Herrera en la Onda; 24 Horas de RNE...).
Fue uno de los miembros de la Comisión de Expertos dirigida por Florencio Domínguez Iribarren que elaboró el Informe del Centro Memorial de las Víctimas del Terrorismo entre octubre de 2014 y enero de 2015. 
Ha sido Miembro del Consejo Social de la Universidad del País Vasco entre 2010 y 2022. En la actualidad es uno de los promotores de la campaña Otra Ley Electoral iniciada en diciembre de 2020, y de la plataforma constitucionalista Foruak Orain presentada en marzo de 2022. Desde 2019 es miembro de la  Real Sociedad Bascongada de los Amigos del País.

## Actividad literaria

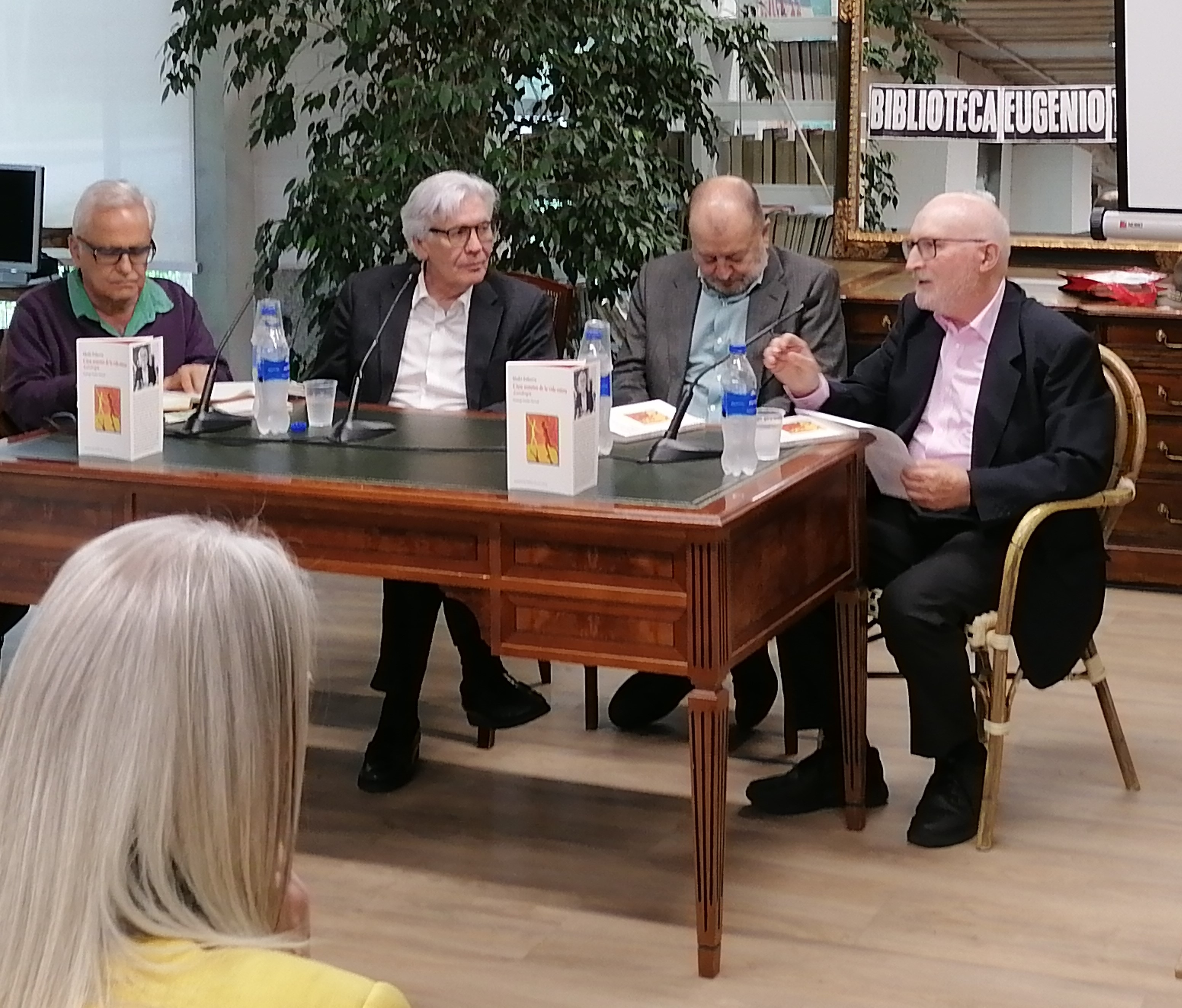
Presentación del libro Cien sonetos de la vida entera, de Iñaki Ezkerra, en Madrid.

Su poesía se caracteriza por el figurativismo lírico, la ironía y el contenido filosófico. El humor y la delación de las imposturas son las notas más destacables de su narrativa. Y en sus ensayos ha combinado la crítica cultural, social y política con la reflexión teórica. 
Publicó sus primeros poemas en 1974, a la edad de 17 años, en el periódico bilbaíno La Hoja del Lunes, y su primer libro de poemas a los 21 años. Colaboró semanalmente con artículos periodísticos a partir de 1982 en el diario socialista Tribuna Vasca hasta su cierre en julio de 1983. En 1984 inició en el diario El Correo sus colaboraciones semanales de opinión y crítica literaria, a las que se sumaron las del diario La Razón desde su fundación a finales de 1998 hasta comienzos del 2012, en que pasó a colaborar con ABC. Durante más de tres décadas se ha dedicado al periodismo cultural.
Sus últimos libros publicados en 2019 y 2021 se titulan La voz de la intemperie (un ensayo sobre Pío Baroja), y Carnaval sin fiesta (un poemario con el telón de fondo de la pandemia).
En 2023 ha presentado el poemario Cien sonetos de la vida entera.

## Obras
Poesía:
- Mítica (1978).
- La ciudad de memoria (1984).
- Museo de reproducciones (1991).
- Casi anónima sonríes (1996).
- Otra ribera (1998).[11]
- A tu lado en Islandia (2009).
- Los sonetos marítimos (2010).[12]
- Carnaval sin fiesta (2021).[13] Huerga y Fierro editores.[14]
- Cien sonetos de la vida entera. Antología (2023).[15] Huerga y Fierro editores.

Narrativa: 
- El zumbido (novela, 1983).
- La caída del Caserío Usher (libro de relatos, 1991).
- Historias de amor y de odior (libro de relatos, 2010).

Ensayo:
- Marginalias (1996). Ed. Huerga & Fierro.
- Estado de excepción (2001). Ed. Planeta.
- ETA pro nobis (2002). Ed. Planeta.
- Sabino Arana o la sentimentalidad totalitaria (2003). Ed. Belacqva.
- Exiliados en democracia (2009). Ediciones B.
- Los totalitarismos blandos (2016). Ed. La Esfera de los Libros.[16]
- La voz de la intemperie (2019).[17] Ed. Ipso Ediciones.[18]

## Activismo
Militó en el Partido Comunista de Euskadi, durante la Transición, hasta 1982, año en que el sector mayoritario de esta formación política se fusionó con Euskadiko Ezkerra.
Su trayectoria ha estado marcada por el asociacionismo cultural, social y político. Durante los años 80 y 90 desarrolló gran actividad cultural en el País Vasco a través de la Sociedad El Sitio, como vocal de sus juntas directivas, y la Asociación Cultural El Desván. Asimismo apoyó a lo largo de esas dos décadas al Partido Socialista de Euskadi (PSE), como alternativa al nacionalismo vasco y se comprometió con el Movimiento Pacifista del País Vasco participando en actos de Gesto por la Paz y como miembro activo de la plataforma Bakea Orain (Paz Ahora). 
Fue fundador del Foro Ermua, el 13 de febrero de 1998, asociación que llegó a presidir entre septiembre de 2007 y julio de 2008. A esa iniciativa se sumaron otras posteriores en las filas del constitucionalismo, como la fundación con Agustín Ibarrola y Vidal de Nicolás de la Plataforma Cívica por la Dignidad de las Víctimas en mayo del 2006, o la de las Juventudes Unificadas del Foro Ermua, con Nerea Alzola. 
Su beligerancia contra el terrorismo en sus artículos de prensa, y en el activismo asociativo, le llevaron a figurar en las listas de objetivos de ETA, como las incautadas al Comando Vizcaya en 2000. Por su condición de amenazado, tuvo que llevar protección policial durante años, experiencia que vertió en algunos de sus libros. Tomó parte activa en la campaña electoral de las elecciones al Parlamento Vasco de 2001, a favor de la alternativa constitucionalista que representaban Jaime Mayor Oreja (PP) y Nicolás Redondo Terreros (PSE), frente al nacionalismo. Ambos políticos presentaron «Estado de excepción», el primer ensayo del escritor sobre ETA, el nacionalismo vasco y su visión sobre las libertades en el País Vasco.
Participó en actos de diversos partidos constitucionalistas críticos con el nacionalismo vasco y catalán.
Pese a declararse agnóstico, fue el impulsor de la plataforma cristiana Foro El Salvador, y el redactor de su manifiesto fundacional, en junio de 1999.

## Premios y condecoraciones
- Segundo premio del XXIV concurso de cuentos Ciudad de San Sebastián, en 1982, por su relato "El celador de la sala 8".[22]
- Premio Euskadi de Novela "Pío Baroja" 1983, del Gobierno Vasco, por su obra “El zumbido”.
- Premio Euskadi de Poesía "Alonso de Ercilla" 1984, del Gobierno Vasco, por “La ciudad de memoria”.[23]
- Beca a la creación literaria del Ministerio de Cultura en la modalidad de narrativa en 1990.
- Premio Euskadi de Poesía "Alonso de Ercilla" 1991, del Gobierno Vasco, por “Museo de reproducciones”.[24]
- Premio de Periodismo El Correo de artículos de prensa en 2000.
- Medalla de la Orden del Mérito Constitucional, en 2003.[25]
- Encomienda de Número de la Orden del Mérito Civil.[26]